# Rinderfliege
Die Rinderfliege oder Mittagsfliege (Mesembrina meridiana, lateinisch meridianus ‚Mittag‘) ist eine Fliege aus der Familie der Echten Fliegen (Muscidae). 

## Merkmale
Die Rinderfliege wird etwa 9 mm bis 13 mm groß. Sie ist fast überall glänzend schwarz gefärbt. Die gelborangene Flügelbasis und die ebenfalls gelborangene Zeichnung im Gesicht fallen auf diesem Hintergrund auf. 

## Lebensweise
Die Rinderfliege fliegt von April bis November. Man findet die Tiere oft auf Baumstämmen oder Totholz in der Sonne sitzen, sie besuchen auch Blüten, besonders solche, bei denen der Nektar leicht zu erreichen ist, wie bei Doldenblütlern. Sie ist oft in der Nähe von Viehweiden zu finden. Ihre Larven leben in Dung, besonders Kuhfladen, und ernähren sich räuberisch von anderen Fliegenlarven im Dung. Die Rinderfliege ist larvipar, das heißt ihre Larven schlüpfen meist direkt nach der Eiablage, gelegentlich auch schon vorher.
Sie ist vor allem im westlichen und mittleren Europa verbreitet. Im Süden reicht ihre Verbreitung bis ans Mittelmeer, im Norden bis ins mittlere Skandinavien, im Osten bis etwa zum Kaukasus. Es gibt Berichte über Funde bis weit ins östliche Asien.